# Bogracz

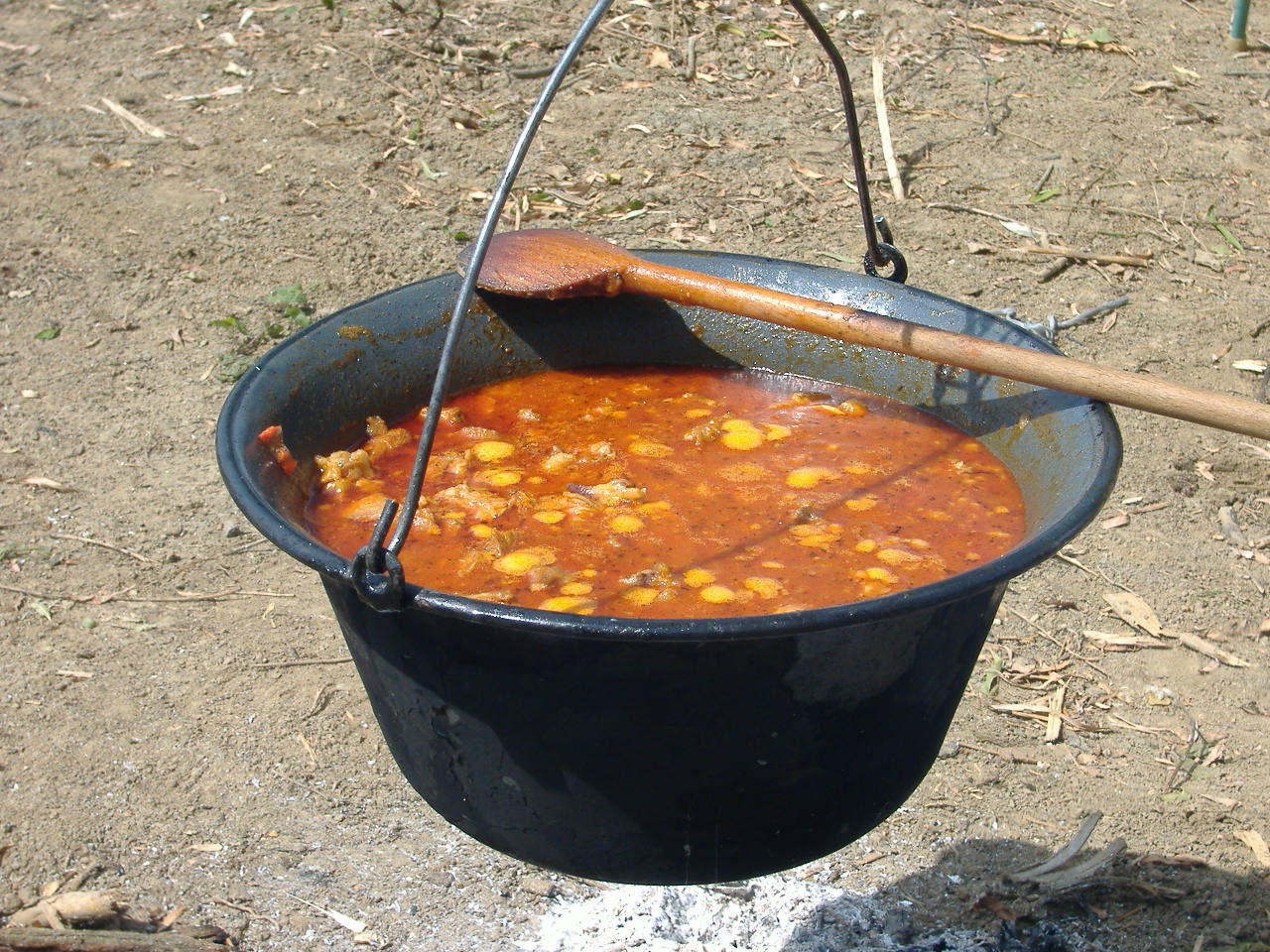
Rozszerzony bogracz do zupy gulaszowej

Bogracz (węg. bogrács) – w kuchni węgierskiej rodzaj kociołka służącego do przyrządzania potraw nad ogniskiem. Mianem tym często określa się też gotowaną w nim zupę gulaszową.

## Cechy charakterystyczne
- Zazwyczaj emaliowany (bywają również wykonywane ze stali nierdzewnej lub miedziane), ma różne pojemności i kształty.
- Do gotowania zupy gulaszowej stosuje się kociołek rozszerzający się ku górze, natomiast do zupy rybnej (halászlé) zwężający się ku górze.
- Zaopatrzony jest w odcinek łańcucha z hakiem lub kółkiem, umożliwiający podwieszenie na trójnogu.

## Potrawy z bogracza
Najczęściej przygotowywane w bograczu potrawy to:
- zupa gulaszowa (węg. gulyásleves – jeśli przygotowywana w domu, bográcsgulyás – jeśli przygotowywana w bograczu);
- paprikás krumpli – rodzaj paprykarza, w którym mięso zastąpiono ziemniakami i kiełbasą;
- halászlé – zupa rybna;
- slambuc – potrawa przygotowywana wyłącznie nad ogniskiem, składająca się z boczku, ziemniaków, cebuli, papryki i łazanek; dawniej typowe danie pasterskie na puszcie Hortobágy we wschodnich Węgrzech.